# Macky Sall
Chérif Macky Sall (Fatick, 11 december 1961) is een Senegalees politicus en voormalig president van Senegal (2012-2024). Eerder was hij onder meer minister (2001-2004) en premier (2004-2007) onder president Abdoulaye Wade.

## Politieke carrière
Sall studeerde geologie en maakte vervolgens carrière in de Parti Démocratique Sénégalais (PDS). Tot 2002 was hij burgemeester van Fatick. Tijdens het presidentschap van Abdoulaye Wade was hij aanvankelijk actief als minister van Mijnbouw en Energie (2001-2003) en minister van Binnenlandse Zaken (2003-2004). Op 21 april 2004 werd Sall na het ontslag van Idrissa Seck door president Wade tot minister-president benoemd, en vier dagen later werd Sall tevens vicepresident in het bestuur van de PDS.
Van juni 2007 tot 2008 was Sall voorzitter van de volksvertegenwoordiging. In die hoedanigheid nodigde hij Karim Wade, zoon van de president, uit om in het parlement een verklaring te komen afleggen wegens geruchten over corruptie waar deze bij zou zijn betrokken. Hierna kwam het tussen Sall en president Wade tot een breuk. Sall moest zijn ambt neerleggen en werd in april 2009 opnieuw burgemeester van Fatick. Hij verliet de PDS en sloot zich aan bij de Alliance pour la République (APR).

### Presidentschap
In 2012 daagde Sall zittend president Wade uit door deel te nemen aan de Senegalese presidentsverkiezingen. In de eerste ronde op 26 februari 2012 behaalden zij de meeste stemmen, waarna op 25 maart een tweede ronde volgde. Hierin wist Sall met ruim 65% van de stemmen een overduidelijke zege te boeken. Op 2 april 2012 trad hij aan als president.
Op 1 september 2013 ontsloeg Sall zijn eerste minister Abdoul Mbaye en diens regering om onbekende redenen.
Bij de presidentverkiezingen van 2019 werd Sall met overmacht herkozen voor een tweede termijn. Hij kreeg ruim 58% van de stemmen, waarmee een eventuele tweede ronde overbodig werd. Later dat jaar voerde hij enkele regeringshervormingen door, waaronder de afschaffing van het premierschap. Met het vervallen van deze functie, die vanaf 2014 in handen was geweest van Mohammed Dionne, beoogde Sall als president een directere en meer praktische aanpak te kunnen verwezenlijken. In september 2022 werd het premierschap door Sall echter heringevoerd en Amadou Ba door hem als premier benoemd.
Van 5 februari 2022 tot 18 februari 2023 was Sall de twintigste voorzitter van de Afrikaanse Unie.
Op 5 februari 2024 stelde hij onverwacht de presidentsverkiezingen van 25 februari uit. Zijn argumenten hiervoor waren de controverses over de diskwalificatie van sommige kandidaten en beschuldigingen van corruptie in verkiezingsgerelateerde zaken. Hij noemde december 2024 als nieuwe datum voor de verkiezingen. Zijn decreet werd vlak voor de start van de verkiezingscampagne bekendgemaakt en leidde tot felle protesten. De hoogste rechtbank boog zich over het decreet en oordeelde dat de verkiezingen zo snel mogelijk door moesten gaan. Op 24 maart werden de verkiezingen gehouden, vlak voor de beëindiging van zijn ambtstermijn op 2 april 2024.
Zelf was Sall, na twee uitgediende ambtstermijnen, overigens niet herkiesbaar. Zijn partij schoof daarom premier Amadou Ba naar voren als presidentskandidaat. Ba verloor de verkiezingen echter van Bassirou Diomaye Faye (PASTEF), die daarop het presidentschap van Sall overnam.